# Полуотворена задна незакръглена гласна
Полуотворената задна незакръглена гласна е вид гласен звук, използван в някои говорими езици. Символът в Международната фонетична азбука, който представлява този звук, е ʌ, малка главна буква ᴀ без напречната черта. И символът, и звукът обикновено се наричат клин, каре или шапка. В транскрипциите за английски този символ обикновено се използва за почти отворена централна неоградена гласна, а в транскрипциите за датски език се използва за (донякъде средно централизирана) отворена обратно заоблена гласна. Звукът е сходен с българския звук, обозначаван с „а“ или „ъ“ в неударено положение, но с по-задно разположение на езика.
Полуотворената задна незакръглена гласна се използва в езици като английски (gut, [ɡʌt]) и корейски (너, [nʌ]).